# 考卡溪脂鯉
考卡溪脂鯉，為輻鰭魚綱脂鯉目脂鯉亞目頂器脂鯉科的其一種，分布於南美洲哥倫比亞Cuca河流域，體長可達3.3公分，棲息在底中層水域，生活習性不明。